# WM-21 Sólyom
WM-21 Sólyom (z węg. sokół) – węgierski dwupłatowy samolot rozpoznawczy, produkowany w latach 1938–1940.

## Historia
Samolot powstał jako rozwinięcie wcześniejszej konstrukcji zakładów Weiss Manfréd, WM-16 Budapest. W porównaniu z pierwowzorem miał poprawioną konstrukcję kadłuba i skrzydeł, wzmocnione podwozie, posiadał też radiostację w kabinie obserwatora. Prototyp oblatano w 1938 roku. Już w czerwcu tegoż roku wytwórnia Weiss rozpoczęła produkcję seryjną wersji podstawowej, wyposażonej w 14-cylindrowy silnik gwiazdowy w układzie podwójnej gwiazdy WM K-14 o mocy 860 KM. Była to licencyjna wersja silnika K-14 firmy Gnôme-Rhône. Jednocześnie zakłady MÁVAG podjęły produkcję wersji WM-21B z mocniejszym silnikiem WM K-14B. Ogółem wyprodukowano 85 samolotów WM-21 i 43 WM-21B

## Służba
WM-21 służyły w węgierskim lotnictwie wojskowym jako samoloty rozpoznawcze od początku II wojny światowej. Wyposażone w nie dywizjony rozpoznawcze wzięły udział w inwazji na Jugosławię w 1941 roku. Po wypowiedzeniu przez Węgry wojny Związkowi Radzieckiemu 27 czerwca 1941 roku WM-21 zostały skierowane na front wschodni. Obok samolotów Heinkel He 45 i He 46 były podstawowym wyposażeniem jednostek współpracy z armią lądową w pierwszym okresie wojny. Od 1942 roku sukcesywnie zastępowane przez nowsze konstrukcje (głównie Focke-Wulf Fw 189), zakupione od Niemiec, zostały ostatecznie wycofane z pierwszej linii w początkach 1943 roku.

## Konstrukcja
Samolot WM-21 Sólyom był dwumiejscowym dwupłatem konstrukcji mieszanej, krytym sklejką i płótnem, o stałym podwoziu. Dla polepszenia widoczności z kabiny obserwatora stosowano okna w dolnej części kadłuba. Uzbrojenie stanowiły dwa stałe karabiny maszynowe kal. 7,92 mm strzelające przez krąg śmigła i jeden ruchomy karabin maszynowy w kabinie obserwatora. Na wyrzutnikach pod dolnym płatem można było podwieszać 12 bomb o wagomiarze 10 kg i zasobnik zawierający 120 bomb przeciwpiechotnich o wadze 1 kg każda.